# Thomas Manfredini
Thomas Manfredini (ur. 27 maja 1980 w Ferrarze) – włoski piłkarz występujący na pozycji obrońcy.

## Kariera klubowa
Thomas Manfredini jest wychowankiem klubu SPAL. W 1999 roku trafił do Udinese Calcio, w barwach którego 28 listopada w przegranym 0:2 meczu z Romą zadebiutował w Serie A. 9 stycznia 2000 roku Włoch strzelił natomiast swojego pierwszego gola dla „Bianconerich”, a ci wygrali wyjazdowe spotkanie z Perugią 5:0. Na Stadio Friuli Manfredini spędził łącznie cztery i pół sezonu, jednak wciąż pełnił w drużynie rolę rezerwowego i wystąpił łącznie w 64 ligowych pojedynkach.
W styczniu 2004 roku włoski obrońca został wypożyczony do Fiorentiny i razem z nią awansował z Serie B do pierwszej ligi. Sezon 2004/05 spędził w Calcio Catania, w którym od razu wywalczył sobie miejsce w podstawowej jedenastce. Zajął z nim trzynaste miejsce w drugiej lidze, a przez cały sezon zaliczył 30 ligowych występów. Podczas rozgrywek 2005/2006 Manfredini reprezentował barwy Rimini Calcio. Tym razem wystąpił w 22 spotkaniach i razem z drużyną zajął w końcowej tabeli Serie B siedemnastą lokatę. W sezonie 2006/07 włoski gracz przebywał natomiast na wypożyczeniu w zespole Bologna FC. Wziął udział w 28 pojedynkach drugiej ligi i razem z ekipą „Rossoblu” uplasował się na siódmej pozycji w tabeli.
Latem 2007 roku Manfredini podpisał kontrakt z pierwszoligową Atalantą BC. W lipcu 2007 roku został zawieszony przez włoską federację na trzy miesiące za udział w nielegalnych zakładach sportowych. W nowym klubie ligowy debiut zaliczył 4 listopada, a „Nerazzurri” wygrali wówczas na wyjeździe z Catanią 2:1. Przez cały sezon włoski piłkarz rozegrał w lidze siedemnaście spotkań i nie zdobył ani jednego gola. Sezon 2008/09 rozpoczął jako podstawowy zawodnik swojego zespołu i stworzył linię obrony razem z Gianpaolo Bellinim, Leonardo Talamontim i Györgym Garicsem. W następnym sezonie spadł z Atalantą do Serie B. Jego klub po roku jednak ponownie awansował do najwyższej ligi we Włoszech. W styczniu 2013 roku dołączył do zespołu Genoa CFC. W 2014 roku rozegrał 3 mecze w barwach US Sassuolo Calcio. W styczniu 2015 roku został graczem Vicenzy Calcio. Podczas gry dla tego klubu dwukrotnie zerwał ścięgno Achillesa. Po sezonie 2015/16 rozwiązał swoją umowę i zakończył grę w piłkę nożną. W 2019 roku wznowił karierę i rozegrał 2 spotkania dla SP La Fiorita w Campionato Sammarinese.

## Kariera reprezentacyjna
Manfredini ma za sobą występy w reprezentacji Włoch-20. Rozegrał dla niej 5 spotkań, wszystkie w 2000 roku.

## Sukcesy
SPAL
- Puchar Serie C:  1998/99